# Cebrennus concolor
Cebrennus concolor là một loài nhện trong họ Sparassidae.
Loài này thuộc chi Cebrennus. Cebrennus concolor được J. Denis miêu tả năm 1947.